# Zgromadzenie Narodowe Tanzanii
Zgromadzenie Narodowe – jednoizbowy parlament Tanzanii liczący 357 deputowanych. Kadencja trwa 5 lat. Obecną przewodniczącą jest Anne Makinda z rządzącej Partii Rewolucji, która posiada bezwzględną większość w izbie. Obecny skład parlamentu pochodzi z wyborów w 2010.